# Герб гмины Хушлев

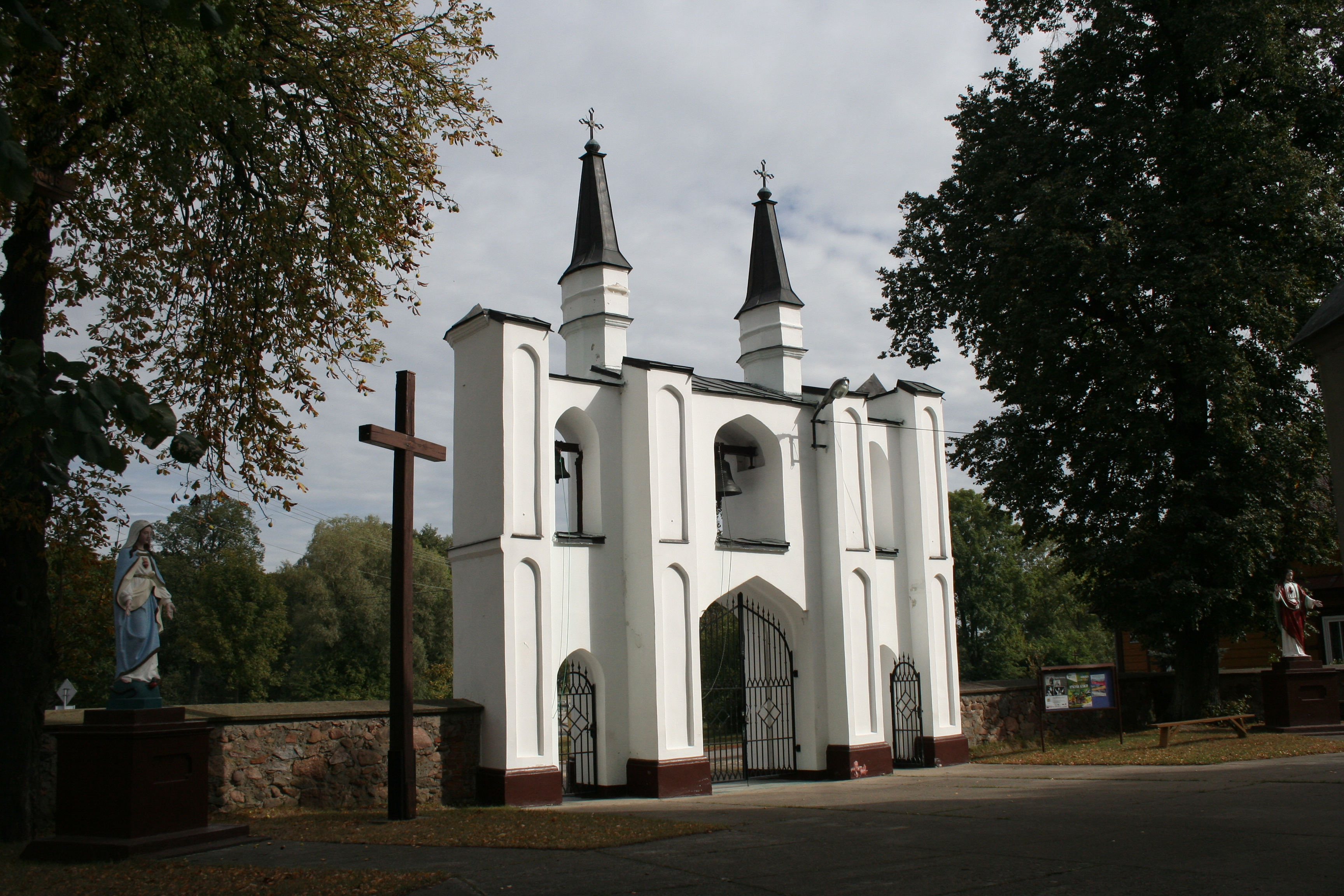
Ворота-звонница костёла св. Антония Падуанского в Хушлеве

Герб гмины Хушлев (пол. Herb gminy Huszlew) — официальный символ гмины Хушлев, расположенной в Мазовецком воеводстве Польши.

## Описание
В соответствии с § 2 Постановления Совета гмины Хушлев № XL/184/06 от 29.08.2006 года:

Поле щита красное, в красном поле между двумя мечами золотой полумесяц, рогами вниз обращённый с такой же звездой посередине и крестом двойным серебряным (белым) над ним; всё это — над серебряными (белыми) воротами-звонницей костёла св. Антония Падуанского в Хушлеве.
Оригинальный текст (пол.)Pole tarczy herbu czerwone, w polu czerwonym miedzy dwoma mieczami księżyc na opak, złoty ( żółty) z takąż gwiazdą w środku i krzyżem z dwojonym srebrnym ( białym) na barku; całość nad bramą–dzwonnicą wejściową do kościoła pod wezwaniem św. Antoniego Padewskiego w Huszlewie, srebrną (białą).— Urząd Gminy w Huszlewie
С целью отражения исторических традиций, в качестве главного элемента герба гмины был принят герб Корибут, носителями которого были давние владельцы Хушлева князья Воронецкие.
Кроме того, герб был дополнен другим известным символом, представляющим историю гмины — изображением ворот-звонницы костёла св. Антония Падуанского в Хушлеве.
Два меча, изображённые на гербе, символизируют вооруженные деяния многих поколений людей, живущих в гмине Хушлев со времен Мешко I до наших дней.